# A Törtetők epizódjainak listája
Ez a cikk a Törtetők című sorozat epizódjait listázza.

## Évados áttekintés
| Évad | Évad | Epizódok | Eredeti sugárzás    | Eredeti sugárzás     | Eredeti adó |
| Évad | Évad | Epizódok | Évadpremier         | Évadfinálé           | Eredeti adó |
| ---- | ---- | -------- | ------------------- | -------------------- | ----------- |
|      | 1    | 8        | 2004. július 18.    | 2004. szeptember 12. | HBO         |
|      | 2    | 14       | 2005. június 5.     | 2005. szeptember 4.  | HBO         |
|      | 3    | 20       | 2006. június 11.    | 2007. június 3.      | HBO         |
|      | 4    | 12       | 2007. június 17.    | 2007. szeptember 2.  | HBO         |
|      | 5    | 12       | 2008. szeptember 7. | 2008. november 23.   | HBO         |
|      | 6    | 12       | 2009. július 12.    | 2009. október 4.     | HBO         |
|      | 7    | 10       | 2010. június 27.    | 2010. szeptember 12. | HBO         |
|      | 8    | 8        | 2011. július 24.    | 2011. szeptember 11. | HBO         |

## 1. évad (2004)
| Sor. | Év. | Cím                       | Rendező        | Író                            | Premier              | Nézettség   |
| ---- | --- | ------------------------- | -------------- | ------------------------------ | -------------------- | ----------- |
| 1.   | 1.  | Entourage                 | David Frankel  | Doug Ellin                     | 2004. július 18.     | 1,89 millió |
| 2.   | 2.  | The Review                | Julian Farino  | Doug Ellin                     | 2004. július 25.     | 1,80 millió |
| 3.   | 3.  | Talk Show                 | Julian Farino  | Larry Charles                  | 2004. augusztus 1.   | 1,94 millió |
| 4.   | 4.  | Date Night                | Dan Attias     | Doug Ellin és Rob Weiss        | 2004. augusztus 8.   | 2,15 millió |
| 5.   | 5.  | The Script and the Sherpa | Adam Bernstein | Doug Ellin és Stephen Levinson | 2004. augusztus 15.  | 1,97 millió |
| 6.   | 6.  | Busey and the Beach       | Julian Farino  | Doug Ellin és Larry Charles    | 2004. augusztus 22.  | 1,63 millió |
| 7.   | 7.  | The Scene                 | David Frankel  | Rob Weiss                      | 2004. augusztus 29.  | N/A         |
| 8.   | 8.  | New York                  | Julian Farino  | Doug Ellin és Larry Charles    | 2004. szeptember 12. | 1,98 millió |

## 2. évad (2005)
| Sor. | Év. | Cím                       | Rendező       | Író                           | Premier             | Nézettség   |
| ---- | --- | ------------------------- | ------------- | ----------------------------- | ------------------- | ----------- |
| 9.   | 1.  | The Boys Are Back in Town | Julian Farino | Doug Ellin                    | 2005. június 5.     | 1,59 millió |
| 10.  | 2.  | My Maserati Does 185      | David Nutter  | Doug Ellin és Cliff Dorfman   | 2005. június 12.    | N/A         |
| 11.  | 3.  | Aquamansion               | Julian Farino | Rob Weiss                     | 2005. június 19.    | N/A         |
| 12.  | 4.  | A Offer Refused           | Leslie Libman | Doug Ellin és Chris Henchy    | 2005. június 26.    | 1,46 millió |
| 13.  | 5.  | Neighbors                 | Dan Attias    | Doug Ellin és Chris Henchy    | 2005. július 3.     | N/A         |
| 14.  | 6.  | Chinatown                 | Julian Farino | Brian Burns és Larry Charles  | 2005. július 10.    | 1,95 millió |
| 15.  | 7.  | The Sundance Kids         | Julian Farino | Rob Weiss és Stephen Levinson | 2005. július 17.    | 1,97 millió |
| 16.  | 8.  | Oh, Mandy                 | Dan Attias    | Doug Ellin                    | 2005. július 24.    | 2,05 millió |
| 17.  | 9.  | I Love You Too            | Julian Farino | Doug Ellin                    | 2005. július 31.    | 1,94 millió |
| 18.  | 10. | The Bat Mitzvah           | Julian Farino | Doug Ellin és Rob Weiss       | 2005. augusztus 7.  | 2,21 millió |
| 19.  | 11. | Blue Balls Lagoon         | Dan Attias    | Brian Burns                   | 2005. augusztus 14. | 2,57 millió |
| 20.  | 12. | Good Morning, Saigon      | Dan Attias    | Stephen Levinson és Rob Weiss | 2005. augusztus 21. | 2,71 millió |
| 21.  | 13. | Exodus                    | Julian Farino | Doug Ellin                    | 2005. augusztus 28. | N/A         |
| 22.  | 14. | The Abyss                 | Julian Farino | Doug Ellin és Rob Weiss       | 2005. szeptember 4. | 2,14 millió |

## 3. évad (2006-2007)
| Sor. | Év. | Cím                   | Rendező         | Író                                       | Premier             |
| ---- | --- | --------------------- | --------------- | ----------------------------------------- | ------------------- |
| 23.  | 1.  | Aquamom               | Julian Farino   | Doug Ellin                                | 2006. június 11.    |
| 24.  | 2.  | One Day in the Valley | Julian Farino   | Marc Abrams és Michael Benson             | 2006. június 18.    |
| 25.  | 3.  | Dominated             | Julian Farino   | Rob Weiss                                 | 2006. június 25.    |
| 26.  | 4.  | Guys and Doll         | Craig Zisk      | Doug Ellin és Rob Weiss                   | 2006. július 2.     |
| 27.  | 5.  | Crash and Burn        | Patty Jenkins   | Brian Burns                               | 2006. július 9.     |
| 28.  | 6.  | Three's Company       | Ken Whittingham | Lisa Alden                                | 2006. július 16.    |
| 29.  | 7.  | Strange Days          | Mark Mylod      | Marc Abrams és Michael Benson             | 2006. július 23.    |
| 30.  | 8.  | The Release           | Patty Jenkins   | Doug Ellin és Brian Burns                 | 2006. július 30.    |
| 31.  | 9.  | Vegas Baby, Vegas!    | Julian Farino   | Doug Ellin                                | 2006. augusztus 6.  |
| 32.  | 10. | I Wanna Be Sedated    | Julian Farino   | Doug Ellin és Lisa Alden                  | 2006. augusztus 13. |
| 33.  | 11. | What About Bob?       | Ken Whittingham | Brian Burns                               | 2006. augusztus 20. |
| 34.  | 12. | Sorry, Ari            | Julian Farino   | Doug Ellin és Rob Weiss                   | 2006. augusztus 27. |
| 35.  | 13. | Less Than 30          | Julian Farino   | Doug Ellin                                | 2007. április 8.    |
| 36.  | 14. | Dog Day Afternoon     | Mark Mylod      | Doug Ellin és Rob Weiss                   | 2007. április 15.   |
| 37.  | 15. | Manic Monday          | Julian Farino   | Doug Ellin, Marc Abrams és Michael Benson | 2007. április 22.   |
| 38.  | 16. | Gotcha                | Dan Attias      | Doug Ellin és Rob Weiss                   | 2007. április 29.   |
| 39.  | 17. | Return of the King    | Dan Attias      | Brian Burns                               | 2007. május 6.      |
| 40.  | 18. | The Resurrection      | David Nutter    | Doug Ellin és Ally Musika                 | 2007. május 13.     |
| 41.  | 19. | The Prince's Bride    | David Nutter    | Rob Weiss                                 | 2007. május 20.     |
| 42.  | 20. | Adios Amigos          | Mark Mylod      | Doug Ellin                                | 2007. június 3.     |

## 4. évad (2007)
| Sor. | Év. | Cím                          | Rendező         | Író                       | Premier             |
| ---- | --- | ---------------------------- | --------------- | ------------------------- | ------------------- |
| 43.  | 1.  | Welcome to the Jungle        | Mark Mylod      | Doug Ellin                | 2007. június 17.    |
| 44.  | 2.  | The First Cut Is the Deepest | Mark Mylod      | Doug Ellin                | 2007. június 24.    |
| 45.  | 3.  | Malibooty                    | Ken Whittingham | Rob Weiss                 | 2007. július 1.     |
| 46.  | 4.  | Sorry, Harvey                | Ken Whittingham | Doug Ellin                | 2007. július 8.     |
| 47.  | 5.  | The Dream Team               | Seith Mann      | Brian Burns               | 2007. július 15.    |
| 48.  | 6.  | The Weho Ho                  | Mark Mylod      | Doug Ellin                | 2007. július 22.    |
| 49.  | 7.  | The Day Fuckers              | Mark Mylod      | Rob Weiss                 | 2007. július 29.    |
| 50.  | 8.  | Gary's Desk                  | Julian Farino   | Ally Musika               | 2007. augusztus 5.  |
| 51.  | 9.  | The Young and the Stoned     | Mark Mylod      | Dusty Kay                 | 2007. augusztus 12. |
| 52.  | 10. | Snow Job                     | Ken Whittingham | Doug Ellin és Ally Musika | 2007. augusztus 19. |
| 53.  | 11. | No Cannes Do                 | Dan Attias      | Doug Ellin és Rob Weiss   | 2007. augusztus 26. |
| 54.  | 12. | The Cannes Kids              | Mark Mylod      | Doug Ellin                | 2007. szeptember 2. |

## 5. évad (2008)
| Sor. | Év. | Cím                       | Rendező         | Író                       | Premier              | Nézettség   |
| ---- | --- | ------------------------- | --------------- | ------------------------- | -------------------- | ----------- |
| 55.  | 1.  | Fantasy Island            | Mark Mylod      | Doug Ellin                | 2008. szeptember 7.  | 1,65 millió |
| 56.  | 2.  | Unlike a Virgin           | Mark Mylod      | Doug Ellin                | 2008. szeptember 14. | 1,65 millió |
| 57.  | 3.  | The All Out Fall Out      | Mark Mylod      | Rob Weiss                 | 2008. szeptember 21. | 1,58 millió |
| 58.  | 4.  | Fire Sale                 | Seith Mann      | Doug Ellin                | 2008. szeptember 28. | 1,56 millió |
| 59.  | 5.  | Tree Trippers             | Julian Farino   | Ally Musika               | 2008. október 5.     | 1,53 millió |
| 60.  | 6.  | ReDOMption                | Seith Mann      | Doug Ellin                | 2008. október 12.    | 1,61 millió |
| 61.  | 7.  | Gotta Look Up to Get Down | Mark Mylod      | Ally Musika és Rob Weiss  | 2008. október 19.    | 1,59 millió |
| 62.  | 8.  | First Class Jerk          | Ken Whittingham | Doug Ellin és Rob Weiss   | 2008. október 26.    | 1,77 millió |
| 63.  | 9.  | Pie                       | Mark Mylod      | Doug Ellin                | 2008. november 2.    | 1,77 millió |
| 64.  | 10. | Seth Green Day            | Ken Whittingham | Ally Musika               | 2008. november 9.    | 1,83 millió |
| 65.  | 11. | Play'n with Fire          | Mark Mylod      | Doug Ellin és Rob Weiss   | 2008. november 16.   | 2,06 millió |
| 66.  | 12. | Return to Queens Blvd.    | Mark Mylod      | Doug Ellin és Ally Musika | 2008. november 23.   | 2,05 millió |

## 6. évad (2009)
| Sor. | Év. | Cím                                 | Rendező         | Író                       | Premier              | Nézettség   |
| ---- | --- | ----------------------------------- | --------------- | ------------------------- | -------------------- | ----------- |
| 67.  | 1.  | Drive                               | Mark Mylod      | Doug Ellin                | 2009. július 12.     | 3,40 millió |
| 68.  | 2.  | Amongst Friends                     | Mark Mylod      | Ally Musika               | 2009. július 19.     | 2,69 millió |
| 69.  | 3.  | One Car, Two Car, Red Car, Blue Car | Mark Mylod      | Doug Ellin                | 2009. július 26.     | N/A         |
| 70.  | 4.  | Runnin' on E                        | Ken Whittingham | Doug Ellin és Ally Musika | 2009. augusztus 2.   | 3,30 millió |
| 71.  | 5.  | Fore!                               | Mark Mylod      | Doug Ellin                | 2009. augusztus 9.   | N/A         |
| 72.  | 6.  | Murphy's Lie                        | Julian Farino   | Ally Musika               | 2009. augusztus 16.  | 2,80 millió |
| 73.  | 7.  | No More Drama                       | Doug Ellin      | Doug Ellin                | 2009. augusztus 23.  | 3,18 millió |
| 74.  | 8.  | The Sorkin Notes                    | Mark Mylod      | Doug Ellin és Ally Musika | 2009. augusztus 30.  | N/A         |
| 75.  | 9.  | Security Briefs                     | Ken Whittingham | Ally Musika               | 2009. szeptember 13. | 2,60 millió |
| 76.  | 10. | Berried Alive                       | David Nutter    | Doug Ellin                | 2009. szeptember 20. | 1,83 millió |
| 77.  | 11. | Scared Straight                     | Mark Mylod      | Doug Ellin                | 2009. szeptember 27. | 1,87 millió |
| 78.  | 12. | Give a Little Bit                   | Mark Mylod      | Doug Ellin és Ally Musika | 2009. október 4.     | N/A         |

## 7. évad (2010)
| Sor. | Év. | Cím                                    | Rendező                       | Író                       | Premier              | Nézettség   |
| ---- | --- | -------------------------------------- | ----------------------------- | ------------------------- | -------------------- | ----------- |
| 79.  | 1.  | Stunted                                | Doug Ellin                    | Doug Ellin                | 2010. június 27.     | 2,48 millió |
| 80.  | 2.  | Buzzed                                 | Tucker Gates                  | Ally Musika               | 2010. július 11.     | 2,55 millió |
| 81.  | 3.  | Dramedy                                | Ken Whittingham és Doug Ellin | Doug Ellin                | 2010. július 18.     | 2,56 millió |
| 82.  | 4.  | Tequila Sunrise                        | Adam Davidson                 | Doug Ellin                | 2010. július 25.     | 2,58 millió |
| 83.  | 5.  | Bottoms Up                             | Dan Attias                    | Ally Musika               | 2010. augusztus 1.   | 2,85 millió |
| 84.  | 6.  | Hair                                   | Doug Ellin                    | Doug Ellin                | 2010. augusztus 8.   | 2,56 millió |
| 85.  | 7.  | Tequila and Coke                       | David Nutter                  | Doug Ellin és Ally Musika | 2010. augusztus 15.  | 2,72 millió |
| 86.  | 8.  | Sniff Sniff Gang Bang                  | David Nutter                  | Doug Ellin és Ally Musika | 2010. augusztus 22.  | 2,65 millió |
| 87.  | 9.  | Porn Scenes from an Italian Restaurant | Kevin Connolly                | Ally Musika               | 2010. augusztus 29.  | 2,86 millió |
| 88.  | 10. | Lose Yourself                          | David Nutter                  | Doug Ellin                | 2010. szeptember 12. | 2,72 millió |

## 8. évad (2011)
| Sor. | Év. | Cím             | Rendező        | Író                                   | Premier              | Nézettség   |
| ---- | --- | --------------- | -------------- | ------------------------------------- | -------------------- | ----------- |
| 89.  | 1.  | Home Sweet Home | Doug Ellin     | Doug Ellin                            | 2011. július 24.     | 2,49 millió |
| 90.  | 2.  | Out with a Bang | Doug Ellin     | Ally Musika                           | 2011. július 31.     | 2,14 millió |
| 91.  | 3.  | One Last Shot   | Dan Attias     | Wesley Nickerson III és Kenny Neibart | 2011. augusztus 7.   | 2,36 millió |
| 92.  | 4.  | Whiz Kid        | Roger Kumble   | Doug Ellin és Jerry Ferrara           | 2011. augusztus 14.  | 2,46 millió |
| 93.  | 5.  | Motherfucker    | David Nutter   | Ally Musika                           | 2011. augusztus 21.  | 2,53 millió |
| 94.  | 6.  | The Big Bang    | David Nutter   | Doug Ellin és Jerry Ferrara           | 2011. augusztus 28.  | 2,16 millió |
| 95.  | 7.  | Second to Last  | Kevin Connolly | Ally Musika                           | 2011. szeptember 4.  | 1,72 millió |
| 96.  | 8.  | The End         | David Nutter   | Doug Ellin                            | 2011. szeptember 11. | 2,61 millió |

## Film (2015)
| Sor. | Év. | Cím                  | Rendező    | Író                                                        | Premier                          |
| ---- | --- | -------------------- | ---------- | ---------------------------------------------------------- | -------------------------------- |
| 1.   | 1.  | Törtetők (Entourage) | Doug Ellin | Történet: Doug Ellin és Rob Weiss Forgatókönyv: Doug Ellin | 2015. június 3. 2015. június 25. |